# Jevgeni Lovtsjev (1949)
Jevgeni Lovtsjev (Russisch: Фёдор Фёдорович Черенко́в) (Krjoekovo, Zelenograd, 29 januari 1949) is een Russische voormalig profvoetballer, trainer en sportjournalist die als speler ook uitkwam voor de Sovjet-Unie.

## Biografie
Lovtsjev begon zijn carrière bij Spartak Moskou en werd er landskampioen mee in 1969 en won de beker in 1971. In 1972 werd hij uitgeroepen tot voetballer van het jaar. In 1979 maakte hij de overstap naar Dinamo Moskou en een jaar later naar Krylja Sovetov Koejbysjev.
Hij speelde 52 wedstrijden voor het nationale elftal en nam deel aan het WK 1970, waar hij in de openingswedstrijd tegen Mexico de eerste speler in de geschiedenis werd die een gele kaart kreeg op een WK. Twee jaar later won hij met de olympische selectie de bronzen medaille op de Olympische Spelen in München.
Na zijn spelerscarrière werd hij ook trainer. Zijn gelijknamige zoon is ook voetballer en kwam als international uit voor Kazachstan.
- Library of Congress Control Number: n2017058969
- Virtual International Authority File: 33150747067516302632
- WorldCat: E39PBJvxrtmDFKGmmFHpdcfwmd